# 洞穴丽蚌
洞穴丽蚌（学名：Lamprotula caveata）为蚌科丽蚌属的动物，俗名桥边，是中国的特有物种。

## 分佈
分布于江苏、江西、湖南等地，主要生活于水深、冬季不干枯的湖泊河流以及泥底、泥沙底或沙泥底。